# Телур
Телу́р — хімічний елемент із атомним номером 52, сріблясто-білий металоїд, схожий на олово, як елемент 16-ї групи за хімічними властивостями близький до селену та сірки. Використовується зазвичай у сплавах і в напівпровідниковій промисловості.

## Історія
Вперше знайдений 1782 року в золотоносних рудах Трансільванії (Румунія) гірським інспектором Францом Йозефом Мюллером (згодом барон фон Райхенштайн), на території Австро-Угорщини. 1798 року Мартін Генріх Клапрот виділив телур і визначив його найважливіші властивості.
Символ «Те» запропонував Йонс Якоб Берцеліус 1814 року.

## Походження назви
Назва утворена від лат. tellus (род. відм. telluris) — «Земля». Постійним супутником телуру є елемент селен, завдяки чому він й отримав свою назву (від грец. σελήνη — «Місяць»).

## Ізотопи
Природний телур є сумішшю восьми ізотопів, п'ять з яких стабільні, а ще три мають дуже великі періоди напіврозпаду:
| Атомна маса | Концентрація | Період напіврозпаду |
| ----------- | ------------ | ------------------- |
| 120         | 0,09 %       | ∞                   |
| 122         | 2,55 %       | ∞                   |
| 123         | 0,89 %       | > 9,2×1016 років    |
| 124         | 4,74 %       | ∞                   |
| 125         | 7,07 %       | ∞                   |
| 126         | 18,84 %      | ∞                   |
| 128         | 31,74 %      | 2,41×1024 років     |
| 130         | 34,08 %      | > 3×1024 років      |

Штучно було отримано ще 43 ізотопи телуру з масовими числами від 105 до 143, 12 з яких — метастабільні. З ізотопів, що не зустрічаються в природі, найдовший період напіврозпаду мають метастабільні стани 121mTe, 123mTe і 127mTe (164 дні, 119 днів і 106 днів відповідно).
Значна кількість важких ізотопів призводить до того, що телур порушує звичайний порядок мас — атомна маса телуру більша, ніж атомна маса наступного елементу, йоду.
Телур є найлегшим елементом, ізотопи якого розпадаються через альфа-канал.

## Отримання
Основне джерело телуру — шлами електролітичного рафінування міді і свинцю. Відходи випалюють, телур залишається в золі, яку промивають соляною кислотою. З отриманого солянокислого розчину телур виділяють, пропускаючи через нього сірчистий газ SO2. 
Для розділення селену і телуру додають сірчану кислоту. При цьому випадає діоксид телуру ТеО2, а H2SeO3 залишається в розчині.
З оксиду ТеО2 телур відновлюють вугіллям.
Для очищення телуру від сірки і селену використовують його здатність під дією відновлювача (Al) у лужному середовищі переходити в розчинний дителурид динатрію Na2Te2:
6Te + 2Al + 8NaOH = 3Na2Te2 + 2Na[Al(OH)4].
Для осадження телуру, через розчин пропускають кисень або повітря:
2Na2Te2 + 2H2O + O2 = 4Te + 4NaOH.
Шлами електролізу міді містять 0,5—2 % Телуру. Для виділення Телуру застосовують вилуговування шламів розчином NaOH, одержаний водний розчин Na2TeO3 піддають електролізу.

## Ресурси й запаси
За запасами Телуру найбільш значні магматичні мідно-нікелеві, гідротермальні мідно-молібденові, мідно-колчеданні та інфільтраційні селен-уран-ванадієві родовища, з яких практично і добувається майже весь Телур при вмісті в рудах 0,04-0,004 %. Відомі золото-телурові родовища. Багаті родовища належать до кобальт-селенідо-телурової (Акджілга, Киргизстан; Верхньо-Сеймчанське, РФ), селенідної (Пакахака, Болівія; Сан-Андреасберґ, Німеччина; Сьєрра-де-Уманго, Арґентина), уран-селенідної (Шинколобве, Конго; район оз. Атабаска, Канада) і золото-телурової (Нагіаг, Фатце-Байа, Румунія) формацій.

## Застосування

### Енергетика
Напівпровідник телурид кадмію використовується для виготовлення сонячних батарей. Кадмієво-телурієві батареї є другою за популярністю технологією у сфері сонячної енергетики, і займають близько 5 % ринку. ККД таких батарей перевищує 20 %. У останні десятиліття цей сектор зростає дуже швидко, а тому і частка телуру, що використовується для потреб сонячної енергетики теж росте — у 2017 році вона склала 42 %.
Іншим важливим застосуванням телуру є виготовлення термоелектрогенераторів — близько 30 % телуру йде на ці потреби.

### Металургія
Телур використовують як добавку до металів та сплавів. Сплав з міді з 0,3-0,8 % телуру значно покращує її оброблюваність, майже не знижуючи електропровідність. Схожим чином додавання 0,2 % телуру впливає на сталь. Додавання 0,1 % телуру до свинцю збільшує його стійкість до вібрацій і втоми, а також до дії сульфатної кислоти.

### Інше
Телур використовується для вулканізації каучуків, забарвлення скла, як напівпровідник, у оптоелектроніці тощо. З телуру виготовляються детонатори для вибухових пристроїв. Телурит натрію у минулому використовувався як пестицид, а зараз використовується у бактеріології і медицині. З субоксиду телуру виготовляють тонкий шар, на якому зберігається інформація на оптичних дисках, таких як CD-RW або Blu-ray.